# Eugenio Santoro
Pour les articles homonymes, voir Santoro.
 (avril 2025).
Si vous disposez d'ouvrages ou d'articles de référence ou si vous connaissez des sites web de qualité traitant du thème abordé ici, merci de compléter l'article en donnant les références utiles à sa vérifiabilité et en les liant à la section « Notes et références ».
Eugenio Santoro, né le 27 août 1920 à Castelmezzano, en Italie et décédé le 13 mai 2006 à Courtelary, en Suisse, était un sculpteur et un peintre suisse d'origine italienne.  

## Biographie
Après cinq années d'école élémentaire, il a entrepris un apprentissage d'ébéniste dans son village natal. Pendant la Seconde Guerre mondiale en 1940, il est sur le front d'Albanie, puis au nord de la Grèce, où il sera fait prisonnier et déporté en Allemagne dans un camp de travaux forcés en Basse-Rhénanie. De retour à Castelmezzano en avril 1945, il travaille comme employé municipal avant d'ouvrir un petit atelier de menuiserie. En proie à des difficultés financières, il est contraint de vendre son bien. 
En 1964, il quitte l'Italie pour la Suisse et s'installe d'abord à Cormoret, puis à Courtelary dans le Jura bernois, où il travaillera à la fabrique de chocolat Camille Bloch. C'est d'ailleurs à l'occasion du jubilé de l'usine, en 1979, qu'il entreprend de peindre une vue des bâtiments. Sa passion pour l'art naît à ce moment-là. Il peindra, sculptera, dessinera. 
Une première exposition de ses œuvres a lieu durant l'année 1986 à Espace Noir à Saint-Imier, sous l'impulsion de Maurice Born. Ce dernier le présentera trois ans plus tard à Michel Thévoz, conservateur de la Collection de l'art brut, à Lausanne qui lui consacrera une exposition. Une deuxième exposition, dans le même lieu, a eu lieu en 2004.

## Publication
- Maurice Born, Eugenio Santoro, Lausanne, Collection de l'art brut, 1990Article dans L'Art brut N°16